# Sommerferie-trafik
|  | Denne artikel er oprettet af botten Steenthbot ud fra en ekstern database. Den kan derfor have sproglige fejl eller mangler. Denne skabelon kan fjernes efter kontrol af indholdet. |

Sommerferie-trafik er en dansk dokumentarfilm fra 1971 instrueret af Werner Hedman efter eget manuskript.

## Handling
7 film i en serie, der hovedsagelig drejer sig om de færdselsregler og faresituationer, der er særlig aktuelle i sommertrafikken. De 7 titler er Køreklar, Ting og Sager, Huset bag vognen, Kørsel i sommerlandet, Parkering i sommerlandet, Slip dem ud og ind på motorvejen og På 2 hjul.